# Peetu Piiroinen
Peetu Piiroinen, né le 15 février 1988 à Hyvinkää, est un snowboardeur finlandais. Spécialisé dans le half-pipe et le big air, il a notamment remporté cinq épreuves de coupe du monde - quatre en big air et une en half-pipe - et le globe de cristal pour son titre du classement du big air en 2007.

## Palmarès

### Jeux olympiques d'hiver
- Jeux olympiques d'hiver de 2010 à Vancouver, Canada :
  -  Médaille d'argent en half-pipe

### Coupe du monde
- 1 petit globe de cristal :
  - Vainqueur du classement du big air en 2007.
- Meilleur classement au général : 3e en 2007.
- Meilleur classement de half-pipe : 5e en 2007.
- 10 podiums (6 en big air et 2 en half-pipe) dont 5 victoires (4 en big air et 1 une half-pipe).